# Вінниця (гміна)
Гміна Вінніца (пол. Gmina Winnica) — сільська гміна у центральній Польщі. Належить до Пултуського повіту Мазовецького воєводства.
Станом на 31 грудня 2011 у гміні проживало 4100 осіб.

## Площа
Згідно з даними за 2007 рік площа гміни становила 115.09 км², у тому числі:
- орні землі: 79.00%
- ліси: 15.00%

Таким чином, площа гміни становить 13.89% площі повіту.

## Населення
Станом на 31 грудня 2011:
| Опис     | Загалом | Загалом | Чоловіки | Чоловіки | Жінки | Жінки |
| -------- | ------- | ------- | -------- | -------- | ----- | ----- |
| одиниця  | осіб    | %       | осіб     | %        | осіб  | %     |
| все      | 4100    | 100     | 2023     | 49.34    | 2077  | 50.66 |
| міське   | 0       | 100     | 0        |          | 0     |       |
| сільське | 4100    | 100     | 2023     | 49.34    | 2077  | 50.66 |

## Сусідні гміни
Гміна Вінниця межує з такими гмінами: Ґзи, Насельськ, Покшивниця, Пултуськ, Сероцьк, Сьверче.